# Andy Comeau

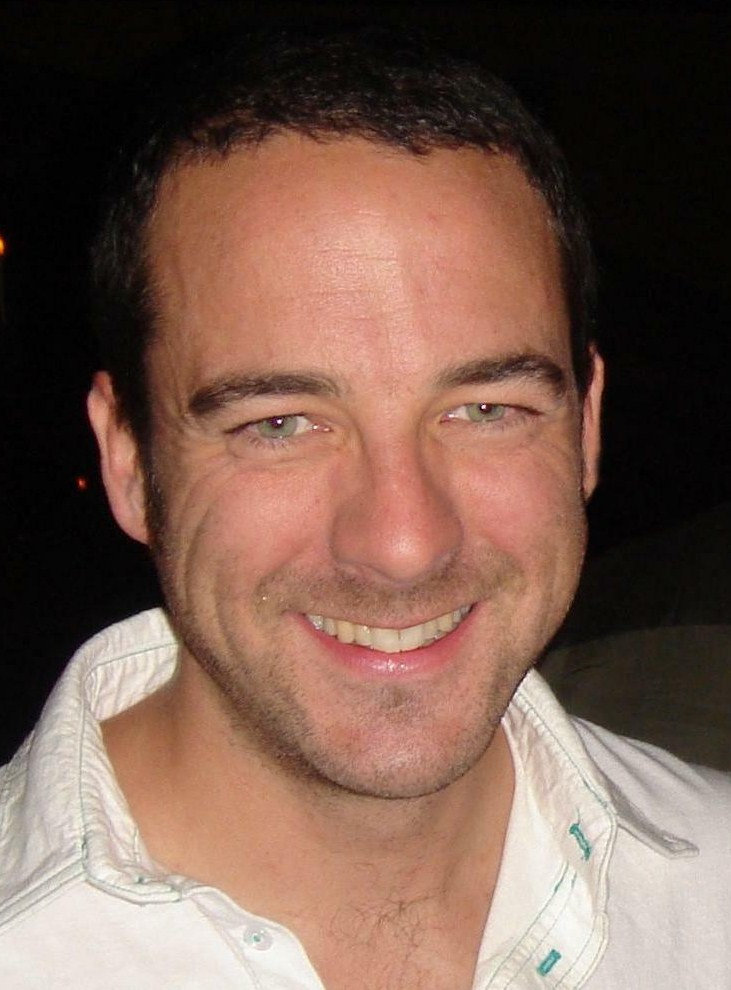
Andy Comeau (2005)

Andy Comeau (* 19. Oktober 1970 in New Boston, New Hampshire) ist ein US-amerikanischer Schauspieler.

## Leben und Karriere
Andy Comeau stammt aus New Hampshire und war 1994 durch seine kleine Rolle im Film Rave Review erstmals in einer Schauspielrolle vor der Kamera zu sehen. 1996 kam es zu einer Art Durchbruch, als er aufgrund seiner Ähnlichkeit zu Tom Hanks die ikonische Rolle des Forrest Gump im Video zum Song Gump von Weird Al Yankovic übernahm. Es folgte ein Auftritt im Film 8 Heads in a Duffel Bag 1997 und 2002 in One Hour Photo.
Es folgten einige Serien-Gastrollen, etwa in Will & Grace, Dharma & Greg That's Life, Providence, CSI: Vegas, CSI: NY und Criminal Minds, bevor er von 2004 bis 2006 als Teddy Huffstodt in einer Hauptrolle in der kurzlebigen Serie Huff – Reif für die Couch, an der Seite von Hank Azaria, Paget Brewster und Anton Yelchin, zu sehen war. Es folgte eine Nebenrolle als Epidemiologe Dr. Travis Brennan in Dr. House im Jahr 2007.
Seitdem folgten fast ausschließlich Gastrollen in US-Serien, wie Cold Case – Kein Opfer ist je vergessen, Ghost Whisperer – Stimmen aus dem Jenseits, In Plain Sight – In der Schusslinie, Nip/Tuck – Schönheit hat ihren Preis, Private Practice, Against the Wall oder Marvel’s Agents of S.H.I.E.L.D. Comeau tritt auch gelegentlich am Theater auf, etwa in Stücken wie Shakespeare Ein Sommernachtstraum oder Der Sturm und ist sowohl Bandleader als auch Saxophonist der Band Vaud and the Villains, die sich auf Musik der 1930er-Jahre spezialisiert hat.
Comeau ist seit 2007 mit seiner Frau Dawn Lewis, die ebenfalls Schauspielerin ist, verheiratet. Sie leben in Los Angeles. Zusammen sind sie Eltern eines Kindes.

## Filmografie (Auswahl)
- 1994: Rave Review
- 1996: Gump (Musikvideo)
- 1997: 8 Heads in a Duffel Bag
- 1998: Kollision am Himmel (Blackout Effect, Fernsehfilm)
- 1998: Host (Fernsehfilm)
- 1999: Will & Grace (Fernsehserie, Episode 2x04)
- 2000: Dharma & Greg (Fernsehserie, Episode 3x14)
- 2001: That's Life (Fernsehserie, Episode 1x16)
- 2002: One Hour Photo
- 2002: Die Parkers (The Parkers, Fernsehserie, Episode 4x09)
- 2002: Providence (Fernsehserie, 5 Episoden)
- 2004: CSI: Vegas (CSI: Crimes Scene Investigation, Fernsehserie, Episode 4x19)
- 2004: CSI: NY (Fernsehserie, Episode 1x01)
- 2004: My Tiny Universe
- 2004–2006: Huff – Reif für die Couch (Huff, Fernsehserie, 26 Episoden)
- 2006: Criminal Minds (Fernsehserie, Episode 1x20)
- 2007: The Babysitters: Für Taschengeld mache ich alles (The Babysitters)
- 2007: Dr. House (House M.D., Fernsehserie, 5 Episoden)
- 2008: Cold Case – Kein Opfer ist je vergessen (Cold Case, Fernsehserie, Episode 6x06)
- 2008: Ghost Whisperer – Stimmen aus dem Jenseits (Ghost Whisperer, Fernsehserie, Episode 4x06)
- 2008: Animals
- 2009: Trust Me (Fernsehserie, Episode 1x08)
- 2009: In Plain Sight – In der Schusslinie (In Plain Sight, Fernsehserie, Episode 2x12)
- 2010: Nip/Tuck – Schönheit hat ihren Preis (Nip/Tuck, Fernsehserie, Episode 6x12)
- 2010: Private Practice (Fernsehserie, Episode 3x12)
- 2010: Hawthorne (Fernsehserie, Episode 2x07)
- 2011: Against the Wall (Fernsehserie, Episode 1x10)
- 2013: Fred the Bastard
- 2014: Dragon Nest: Warriors' Dawn (Stimme)
- 2017: Fixed
- 2017: Marvel’s Agents of S.H.I.E.L.D. (Fernsehserie, Episode 4x19)
- 2020: Navy CIS (NCIS, Fernsehserie, Episode 17x15)